# 内野航太郎
内野 航太郎（うちの こうたろう、2004年6月19日 - ）は、神奈川県出身のサッカー選手。デンマーク・スーペルリーガ・ブレンビーIF所属。ポジションはフォワード。

## 略歴
横浜F・マリノスの下部組織で育ち、筑波大学へ進学し、アジア大会のメンバーに選ばれると、4ゴールと躍進。
決勝でも韓国相手に先制点を決めるなどしたが、その後、逆転され、日本は2大会で優勝を逃した。
その後、AFC U23アジアカップのメンバーに選ばれ、準々決勝カタール戦で延長後半7分にダメ押しとなる4点目となるゴールを挙げたものの、オリンピックの本大会のメンバーからは落選。
2025年春にデンマーク・スーペルリーガのブレンビーIFのトライアウトを受けており、6月23日に4年契約を締結して7月からチームに合流することがブレンビーおよびから筑波大学蹴球部から発表された。

## 所属クラブ
- SCHFC（横浜市立つつじが丘小学校）
- 横浜F・マリノスJr.ユース（横浜市立谷本中学校）
- 横浜F・マリノスユース（神奈川県立荏田高等学校）
- 筑波大学
- 2025年7月 -  ブレンビーIF

## タイトル

### 個人
- 高円宮杯 JFA U-18サッカープレミアリーグ EAST - 得点王(2022年)

### 代表
U-23日本代表
- AFC U23アジアカップ（2024年）

## 代表歴
- U-22日本代表
  - アジア競技大会サッカー競技（2023年）
- U-23日本代表
  - AFC U23アジアカップ（2024年）